# Tegea

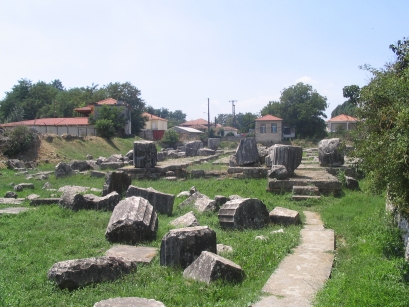
El templo de Atenea Alea en Tegea.

Tegea (griego Τεγέα) fue, en la Antigua Grecia, la ciudad principal de Arcadia. Estaba situada en el sudeste del país. Su territorio se llamaba Tegeátida y limitaba con Cinuria y Argólida al este, con Laconia al sur, con Menalia al oeste y con Mantinea al norte.
Desde el año 2011, tras la reforma de la organización territorial, forma parte del municipio de Trípoli, del cual es una unidad municipal. Su emplazamiento estaba en la población de Stadio.
La importancia del lugar fue debida a su posición central en el Peloponeso, y a la presencia del templo de Atenea Alea, uno de los más suntuosos de toda Grecia. El témenos fue fundado por Aleo. El sitio está muy deteriorado, pero ha conservado muchas obras del arquitecto y escultor Escopas de Paros, y ha permitido desarrollar el conocimiento del culto de Atenea Alea en Arcadia.

## Historia
Tegea es mencionada en la Ilíada, y probablemente ya estaba habitada en la época micénica.
Según la tradición recogida por Pausanias, surgió de la unión de ocho pueblos: Gareatas, Filaceenses, Cariatas, Coriteenses, Potáquidas, Eatas, Mantireenses, Equeuetenses, a los que después se añadió Afidantes durante el reinado del rey legendario Afidante. Los tegeatas estaban divididos en cuatro tribus: Clareótide, Hipotétide, Apoloniátide, y Ataneátide, cada una con sus ciudadanos y un grupo de residentes de otras ciudades (metoikoi). Otro rey legendario fue Équemo, mencionado por Heródoto.
Los tegeatas se enfrentaron a los espartanos cuando estos intentaron dominar Arcadia. En una de las guerras, el rey Carilao invadió el país después de que un oráculo hubiera predicho la victoria y fue derrotado y hecho prisionero con sus hombres. Otra guerra tuvo lugar en tiempos de los reyes Leónidas I y Agesicles y los espartanos fueron derrotados otra vez. Pero con el rey Anaxándridas II, los espartanos derrotaron a los tegeatas y les obligaron a reconocer la hegemonía de Esparta (hacia 560 a. C.) y pese a que conservaron la independencia sus fuerzas militares hubieron de permanecer al servicio de Esparta. Participaron en las guerras médicas y 500 tegeatas lucharon en las Termópilas y 3000 en Platea. Según Estrabón, después de la batalla de Salamina, los tegeatas participaron en la destrucción de Micenas, junto con los argivos y los cleoneos.
Después de la guerra con los persas, Tegea entró en guerra con Esparta, quizá para recuperar la independencia plena (dos guerras entre el 479 a. C. y el 464 a. C.) pero fueron derrotados dos veces, la primera junto con sus aliados los argivos y la segunda con los otros arcadios (menos Mantinea) en la batalla de Dipea.
En esta época fue famoso el templo de Atenea Alea de la ciudad de Tegea, lugar de refugio de los exiliados espartanos, como los reyes Hegesístrato y los reyes Leotíquidas II y Pausanias. Este templo fue destruido en el 394 a. C. y Escopas construyó otro más grande.
Más tarde, en la guerra del Peloponeso, los tegeatas fueron aliados de los espartanos. Tegea estaba bajo un gobierno aristocrático y entonces su enemiga era Mantinea, que tenía gobierno democrático. En el año 421 a. C. rechazaron una alianza con Argos contra Esparta y por el contrario ayudaron a los espartanos en su ataque a Argos en el 418 a. C.
En la guerra de Corinto combatió al lado de Esparta en el 394 a. C., pero después de la batalla de Leuctra del 371 a. C. el partido aristocrático perdió el poder y el nuevo gobierno se unió a otras ciudades de Arcadia y fundaron Megalópolis, y seguidamente la Liga Arcadia. Pocos años después fue Mantinea la que se enfrentó al gobierno confederal arcadio y se alió con Esparta, y Tegea permaneció leal a la liga y combatió a las órdenes de Epaminondas en la batalla de Mantinea en el 362 a. C.
Un tiempo después entró en la Liga Etolia, pero durante pocos años, hasta que el rey Cleómenes III llegó al trono de Esparta, y entonces Tegea, Mantinea, Orcómeno y Esparta se aliaron y eso llevó a la lucha contra la Liga Aquea, en lo que se llamó la Guerra de Cleómenes. Tegea fue ocupada por Antígono Dosón, aliado de los aqueos e incorporada a la Liga Aquea en el 222 a. C.
En el 218 a. C. Tegea fue atacada por Licurgo, tirano de Esparta, que la dominó, excepto la acrópolis. Después pasó a manos del tirano Macánidas, pero fue recuperada por los aqueos después de la derrota del tirano ante Filopemen.
Después fue la única ciudad arcadia que continuó habitada y lo estaba aún en tiempos de Estrabón.
Pausanias destaca de Tegea, además del famoso templo de Atenea Alea, el ágora, el teatro, el estadio, otros templos o santuarios: el de Hermes Épito, el de Atenea Poliátide, el de Ártemis Hegémone, el de Afrodita llamado «en Plintio», el de Afrodita Pafia, el de Ilitía, el de Deméter y Coré Carpóforas, el de Apolo, dos de Dioniso además de altares de Zeus Teleo, de Gea, de Coré, de Pan y de Zeus Liceo y de estatuas de Apolo Agiieo, de Ares Ginecotenas, y de Quisíforo, entre otras.
Fue destruida por Alarico I a finales del siglo IV.
En la Edad Media, la ciudad fue conocida como Nikli y fue el asentamiento de una Baronía del Principado de Acaya.

## Restos arqueológicos
En el sitio de Episkopi quedan restos de un teatro del periodo helenístico, seguramente construido por el seléucida Antíoco IV Epífanes, del pórtico del ágora y de una iglesia paleocristiana.
También se conservan restos del templo de Atenea Alea. En las excavaciones del entorno de este templo se han encontrado algunos materiales de los periodos neolítico, heládico antiguo y micénico y, en mayor cantidad, de los periodos protogeométrico y del geométrico temprano.

### Museo arqueológico
La ciudad cuenta con un museo arqueológico desde el año 1909. En él se exponen objetos que abarcan desde la prehistoria hasta el periodo romano tardío.
|                                                   |
| Base de una semicolumna del templo de Atenea Alea |

|                                                            |
| Molde para la producción de un tipo de crestas para cascos |

|                                                               |
| Sarcófago donde se representa a Aquiles persiguiendo a Héctor |

|                                                 |
| Cabeza de Asclepio del periodo imperial romano. |